# Olek Mincer
Olek Mincer, właściwie Aleksander Mincer (ur. 4 czerwca 1957 we Lwowie) – polski, włoski i żydowski aktor teatralny i filmowy.
Ukończył szkołę poligraficzną w Warszawie. W 1981 zdał egzamin eksternistyczny dla aktorów dramatu w Warszawie. W latach 1978–1984 występował w Teatrze Żydowskim w Warszawie.
W 1984, po ślubie z Laurą Quercioli, Włoszką, profesorką literatury polskiej na Uniwersytecie Genueńskim, wyjechał na stałe do Rzymu, gdzie kontynuuje karierę aktorską.
Wydał książkę Aleje Jerozolimskie 45, przetłumaczył z jidysz na język polski dramat H. Lejwika Der gojlem (Golem).

## Filmografia
- 1979: Gwiazdy na dachu (TV)
- 1979: David
- 1979: Dybuk (TV)
- 1983: Austeria jako Chasyd „Najmłodszy”
- 1984: Wedle wyroków twoich... jako bojownik żydowski w getcie
- 1985: Wojna i miłość (War and Love)
- 1988: Skrzypce Rotszylda (TV) jako Rotszyld
- 1990: Modi - życie Amedeo Modiglianiego (Modi) jako Maurice Utrillo
- 1990: Słońce także nocą (Il sole anche di notte) jako organista
- 1998: Ballada o czyścicielach szyb (La ballata dei lavavetri) jako Zygmunt, brat Janusza
- 2003: Dobry papież (Il papa buono) jako on sam
- 2004: Wielkie pytanie jako on sam
- 2004: Pasja jako Nikodem
- 2005: Gli Occhi dell'altro jako Enver
- 2010: La pecora nera jako pielęgniarz
- 2011: W ciemności jako Szlomo Landsberg